# Early in the Morning (альбом Лорес Александрії)
Early in the Morning — студійний альбом американської джазової співачки Лорес Александрії з тріо Рамсі Льюїса, що вийшов 1960 року на лейблі Argo.

## Опис
Early in the Morning став п'ятим LP для співачки Лорес Александрії (однак, на той момент вийшло лише чотири). 
На першій стороні LP Лорес співає під акомпанемент тріо Рамсі Льюїса та гітаристом Джонні Греїм, а на другій стороні — з учасниками гурту Каунта Бейсі: Джо Ньюмен (труба), Ел Грей (тробмон), Френк Весс (тенор-саксофон, флейта), Френк Фостер (тенор-саксофон) і Фредді Грін (ритм-гітара). Усі соло тенор-саксофона виконує Френк Фостер. Альбом вийшов на Argo, дочірньому джазовому лейблі Chess Records.
Раніше вважалося, що датою сесії було 15—17 березня 1960 року, однак музиканти гурту Каунта Бейсі були на той момент у Нью-Йорку.

## Список композицій
1. «Early in the Morning» (Даллас Бартлі, Лео Гікмен, Луї Джордан) — 2:56
2. «Don't Explain» (Артур Герцог, мол., Біллі Холідей) — 3:10
3. «So Long» — 3:25
4. «Good Morning, Heartache» (Ден Фішер, Ервін Дрейк, Айрін Хіггінботем) — 3:15
5. «Trouble Is a Man» (Алек Вайлдер) — 2:42
6. «I Ain't Got Nothing But the Blues» (Дон Джордж, Дюк Еллінгтон) — 2:20
7. «Baby Don't You Cry» (Бадді Джонсон) — 2:12
8. «Rocks in My Bed» (Дюк Еллінгтон) — 2:42
9. «I'm Just a Lucky So & So» (Дюк Еллінгтон, Мек Девід) — 3:02
10. «I Almost Lost My Mind» (Джо Гантер) — 3:00

## Учасники запису
- Лорес Александрія — вокал
- Рамсі Льюїс — фортепіано
- Джонні Грей — гітара
- Елді Янг — контрабас
- Ред Голт — ударні
- Френк Весс — флейта, тенор-саксофон (6—10)
- Френк Фостер — тенор-саксофон (6—10)
- Джо Ньюмен — труба (6—10)
- Ел Грей — тромбон (6—10)
- Фредді Грін — ритм-гітара (6—10)

Технічний персонал
- Ральф Басс — продюсер
- Рон Мало — інженер
- Роберт Сенфорд — обкладинка
- Ральф Дж. Глісон — текст
- Кірк Стюарт (1—5), Френк Фостер (6—10) — аранжування